# Prakashpur
Prakashpur (en népalais : प्रकाशपुर) est un comité de développement villageois du Népal situé dans le district de Sunsari. Au recensement de 2011, il comptait 14 105 habitants.